# 中村宝水
中村 宝水（なかむら ほうすい、1878年（明治11年）5月 - 1954年（昭和29年）5月2日）は、明治期から昭和期の漢学者。

## 略歴
- 茨城県真壁郡河内村（関城町を経て、現在の筑西市）大字関舘の中村家に寿三郎（じゅさぶろう）として生まれる。宝水のほかに古堂（こどう）や能潤（のうじゅん）とも号した。東京に遊学し、二松学舎で漢学を学んだのち、東洋哲学館を卒業。東洋哲学館では創設者の井上円了から師事を受ける。
- 加波山事件の首謀者の一人である玉水嘉一と交友があり、そのことを後に『切巌玉水嘉一翁伝』にて記している。郷里の関舘に戻ると私塾を開校。その傍らで研究・執筆活動のほか、関城跡の保存・顕彰活動に尽力した。1954年（昭和29年）5月2日に死去。享年76。
- 2018年（平成30年）には子孫によって中村宝水資料館が開設された。

## 著作
- 「我が見たる切巖山人」『切巌玉水嘉一翁伝』（玉水嘉一翁伝刊行会, 1940年）